# Знак Трёх (Коты-Воители)
«Знак трёх» —  детский фантастический роман. Первая книга серии «Сила трёх». Она открывает новый цикл о котах-воителях. Книга была издана в апреле 2007 года, а в России вышла в марте 2008 года.

## Сюжет
В прологе выясняется, что ближе к завершению миссии Огнезвёзда Небосклон послал Огнезвёзду пророчество. После сообщения о лисе и её детенышах на территории Грозового племени, три котёнка, Львёнок, Остролисточка и Воробьишка, тайно покидают лагерь и пытаются выследить лису и помочь своему племени Они попадают в беду, но их спасает патруль. Несколькими лунами позже Остролапка становится ученицей Листвички; Львинолап становится учеником Уголька; и Воробушек становится учеником Яролики. Племена собираются на собрании. В середине собрания появляются двое неизвестных. Выясняется, что это Крутобок с его новой подругой — Милли. Считалось, что Крутобок умер, когда Двуногий увёз его в цикле «Новое пророчество». Однако ему удалось сбежать с помощью Милли и найти новый дом с помощью Ячменя и Воронолапа. Оказывается, весь лес был уничтожен. Племена уходят, а Крутобок и Милли возвращаются в Грозовое племя измученные.
Возвращение Кротобока вызывает ещё одну проблему. Огнезвёзд назначил Ежевику своим новым глашатаем, предполагая, что Крутобок умер. Чтобы принять решение о том, кто должен быть глашатаем, Огнезвёзд отправляет Листвичку к Лунному Озеру, чтобы поговорить со Звёздным племенем. Листвичка получает ответ, что Огнезвёзд должен сделать свой выбор самостоятельно. В конце концов, Ежевика остается глашатаем, поскольку он лучше знает племя и новые территории.
Когда начинается битва с племенем Теней, Воробушек смог победить своего противника только с помощью своих брата и сестры, которые сообщали ему, где находится противник. Остролапка находит острые ощущения от сражения лучше жевания горьких трав. Также Воробушек получает сон от Звёздного племени, говорящий ему, что он должен стать целителем, потому что у него есть дар проникать в сны его соплеменников. Остролапка и Воробушек решают поменяться ролями, при этом Воробушек становится учеником Листвички, а Остролапка — ученицей Бурого.
На следующем собрании между племенами вспыхивает спор. Чтобы разрешить спор, Белка предлагает идею: устроить особую встречу только один раз. В каждом племени ученики будут соревноваться в разных дисциплинах; лазании по деревьям, охоте и боевым навыкам.
Воробушек расстроен, что он не может соревноваться и остаётся в лагере, у него происходит видение: он был погребен, он не мог дышать, он задыхался в сухой земле, насквозь провонявшей лисой и барсуками. Оказывается, во время соревнований Львинолап и Ветерок попали в барсучью нору. Воробей и Грач успели спасти их. Предводители решают, что, поскольку каждое племя в чём-то выиграло, будет ничья.
В конце концов, Воробушек видит во сне Огнезвезда и слышит пророчество: «Придут трое, кровь твоей крови, и могущество звёзд будет у них в лапах». Воробушек понимает, что речь идёт о нём и его брате с сестрой. Он забывает обо всех своих обидах и испытывает огромный прилив гордости: «Однажды мы будем такими могущественными, что будем командовать даже Звёздным племенем!»

## Критика
Книга «Знак трёх» быстро достигла первого места во всех основных американских чартах продаж, включая Список бестселлеров по версии The New York Times.
Она была рекомендована на летнее чтение Детским книжным клубом Washington Post, а также получила положительный отзыв издания Американской библиотечной ассоциации Booklist: «Как и в предыдущих книгах, внутренние трения контрастируют с внешними опасностями. Обилие действия и цельность характеров делают книгу привлекательной для поклонников этой давней серии».

## Награды
«Знак Трёх» был номинирован на премию Amazon's Best Books of the Year (2007) в категории Middle Readers и занял шестое место из десяти, набрав шесть процентов голосов. Он также был номинирован на премию Children’s Choice Book Awards.